# Argelos (Pyrénées-Atlantiques)
Argelos település Franciaországban, Pyrénées-Atlantiques megyében. Lakosainak száma 274 fő (2022. január 1.). Argelos Astis, Auriac, Doumy, Navailles-Angos, Thèze és Viven községekkel határos.

## Népesség
A település népességének változása:
| Lakosok száma | 247  | 259  | 275  | 282  | 288  | 289  | 296  | 285  | 274  |
|               | 2013 | 2015 | 2016 | 2017 | 2018 | 2019 | 2020 | 2021 | 2022 |